# Marbach am Neckar
Marbach am Neckar is een stad in de Duitse deelstaat Baden-Württemberg, gelegen in de Landkreis Ludwigsburg. De plaats telt 15.833 inwoners. Marbach is de geboortestad van de Duitse dichter Friedrich Schiller.

## Geografie
Marbach am Neckar heeft een oppervlakte van 18,06 km² en ligt in het zuidwesten van Duitsland. De stad is per S-Bahn vanuit Stuttgart gemakkelijk te bereiken.

## Geschiedenis
Marbach werd vermoedelijk rond 700 als Frankische koningshof gesticht. De eerste vermelding in een oorkonde dateert uit 972. De huidige oude binnenstad ontstond laat in de 12e eeuw op een verheffing ten zuidwesten van de oudere nederzetting. In ongeveer 1302 kwam Marbach bij Württemberg, werd zetel van een ambacht (het latere oberamt Marbach) en ontwikkelde zich tot een van de belangrijkste steden van Württemberg, afgezien van een korte periode in de 15e eeuw waarin Marbach onder de Keurpalts viel. Tijdens de Negenjarige Oorlog werd de plaats in 1693 grotendeels door Franse troepen verwoest. Daardoor en door de opkomst van de residentie Ludwigsburg verloor Marbach aan belang. In 1759 werd de dichter Friedrich Schiller in Marbach geboren. Na diens dood ontwikkelde Marbach zich tot het middelpunt van de Schiller-verering. Zijn geboortehuis is thans museum. Iets verderop in de stad vindt men het Schiller-Nationalmuseum, gewijd aan de Duitse literatuur.
Marbach bezit een opmerkelijk goed bewaard gebleven binnenstad (van na 1693) met veel vakwerkhuizen en is nog aan drie kanten omringd door de middeleeuwse stadsmuur.

## Verkeer en vervoer
- Station Marbach (Neckar)

## Geboren in Marbach am Neckar
- Tobias Mayer (1723-1762), wiskundige, natuurkundige en astronoom
- Friedrich von Schiller (1759-1805), schrijver, dichter en filosoof

Affalterbach · 
Asperg · 
Benningen am Neckar ·
Besigheim · 
Bietigheim-Bissingen · 
Bönnigheim · 
Ditzingen ·
Eberdingen · 
Erdmannhausen · 
Erligheim · 
Freiberg am Neckar ·
Freudental · 
Gemmrigheim · 
Gerlingen · 
Großbottwar ·
Hemmingen · 
Hessigheim · 
Ingersheim ·
Kirchheim am Neckar · 
Korntal-Münchingen · 
Kornwestheim ·
Löchgau · 
Ludwigsburg ·
Marbach am Neckar · 
Markgröningen · 
Möglingen ·
Mundelsheim · 
Murr · 
Oberriexingen ·
Oberstenfeld · 
Pleidelsheim · 
Remseck am Neckar ·
Sachsenheim · 
Schwieberdingen · 
Sersheim ·
Steinheim an der Murr · 
Tamm · 
Vaihingen an der Enz · 
Walheim